# Герцинский Лес

Угольный лес в середине V столетия

Герцинский или Геркинский лес (лат. Hercynia silva, греч. Arkynia, нем. Hercynischer Wald) — древний и густой лес, который тянулся к востоку от Рейна через южную Германию и образовывал северную границу известной античным авторам части Европы. 
В других источниках указано что названия Hercynia silva, или Hercynius saltus, Hercynium jugum, Ἑρκυνία ὔλη, Ἑρκ. δρυμός, Ἁρκύνια, Ὁρκύνια — горный хребет в Германии, и Герцинский лес y римлян обозначал совокупности целого ряда лесистых гор древней Германии, и встречается ещё у Аристотеля как обозначение горного хребта (на конец XIX столетия в Германской империи), а у Юлия Цезаря как общее название среднегерманской горной системы. В начале XX столетия к Герцинскому лесу относили горные область Везера, Гарц, Тюрингенские, Саксонские и Лузацкие горные системы и Исполиновые горы.
Древние источники   не дают однозначных сведений о его протяженности на восток. Шварцвальд («Чёрный лес»), который тянется вдоль долины Рейна на востоке, образовывал западную часть Герцинского леса. На западном берегу Рейна лежали частично сохранившийся Арденнский лес и, в основном исчезнувший, Silva Carbonaria («Угольный лес»). Все эти девственные леса древности представляли изначальную послеледниковую лесную экосистему Европы.
Реликтовые участки этого, некогда непрерывного, леса сохраняются под разными местными названиями: Шварцвальд, Оденвальд, Шпессарт, Рён, Тюрингенский Лес, Гарц, Швабский Альб, Штайгервальд, Фихтельгебирге, Рудные горы, Крконоше, Богемский лес, и лесистые Карпаты. Германское среднегорье (нем. Mittelgebirge) может более-менее соответствовать протяжённости Герцинских гор. В честь Герцинского леса назван астероид Герциния из группы главного пояса, который был открыт 15 сентября 1900 года немецкими астрономами Максом Вольфом и Фридрихом Швассманом в обсерватории Хайдельберг.